# Lepanthes occidentalis
Lepanthes occidentalis är en orkidéart som beskrevs av Henry August Hespenheide. Lepanthes occidentalis ingår i släktet Lepanthes och familjen orkidéer.
Artens utbredningsområde är Kuba. Inga underarter finns listade i Catalogue of Life.